# Kały (Rosja)
Kały (ros. Калы) – wieś w Rosji, w Chakasji, w rejonie biejskim. W 2010 liczyła 674 mieszkańców.